# Jingdongzhen (ort i Kina, Jiangxi Sheng, lat 28,69, long 115,96)
Jingdongzhen är en ort i Kina. Den ligger i provinsen Jiangxi, i den sydöstra delen av landet, nära eller i provinshuvudstaden Nanchang. Antalet invånare är 68 752. Befolkningen består av 31 848 kvinnor och 36 904 män. Barn under 15 år utgör 17,0 %, vuxna 15-64 år 77 %, och äldre över 65 år 4,0 %.
Runt Jingdongzhen är det tätbefolkat, med 476 invånare per kvadratkilometer. Närmaste större samhälle är Nanchangshi, 6,7 km sydväst om Jingdongzhen. Trakten runt Jingdongzhen består till största delen av jordbruksmark.
Genomsnittlig årsnederbörd är 2 373 millimeter. Den regnigaste månaden är juni, med i genomsnitt 357 mm nederbörd, och den torraste är oktober, med 36 mm nederbörd.